# 香港加油

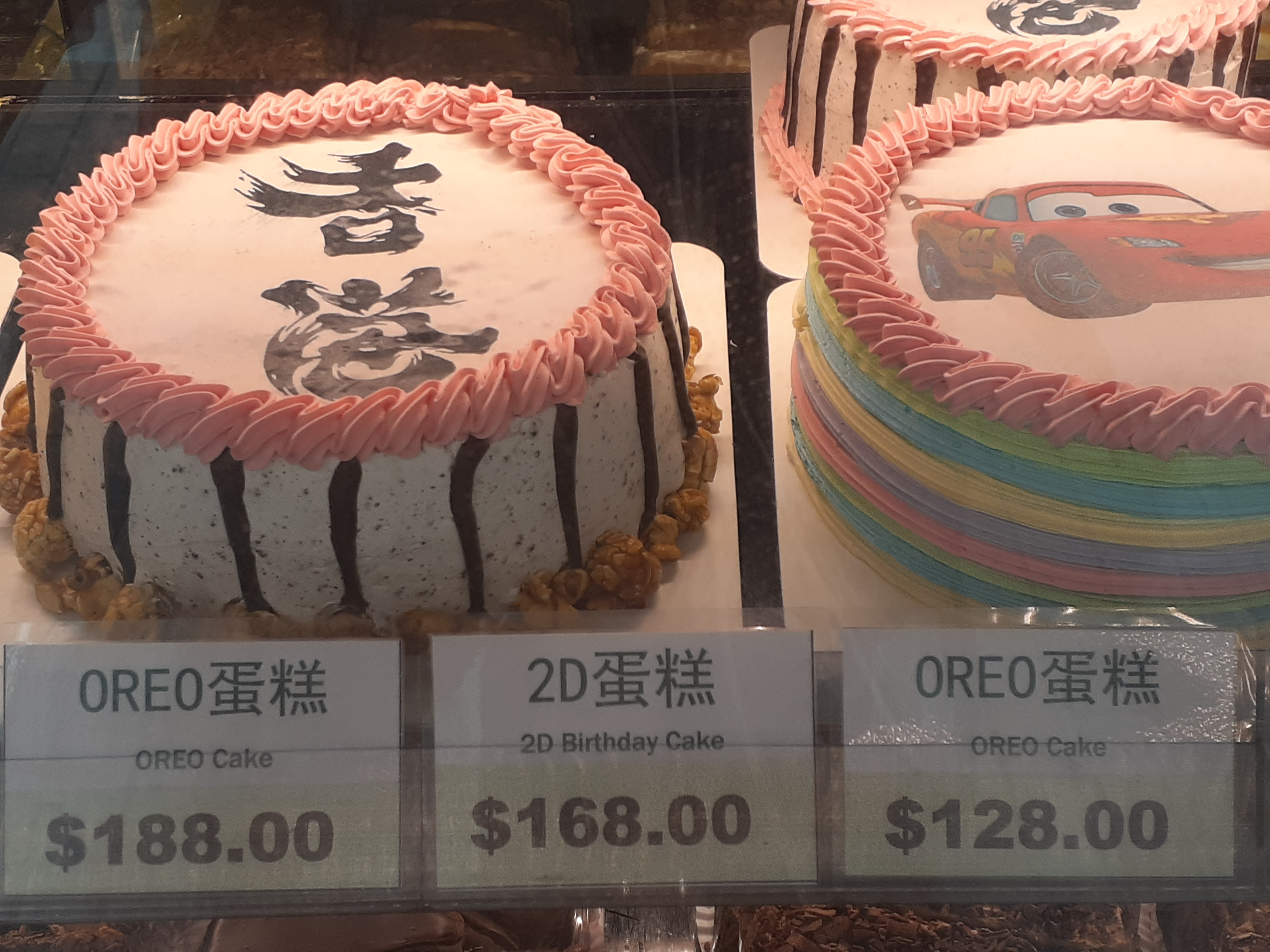
一個寫有「香港加油」雙向字的蛋糕

香港加油，或者叫香港人加油，是一句給香港以及香港人打氣的話，本來無任何政治含意，但因為在2019年反對逃犯條例修訂草案運動中被廣泛使用，自此被香港當權者視為一句禁語。

## 「香港加油」雙向字
2019年6月反修例運動期間，有位叫「馬賽」的臺灣設計師設計了「香港加油」的雙向字，由一個方向看是「香港」，把字轉90度就會看到「加油」。

## 相關事件

### 2021年渣打香港馬拉松禁用爭議
2021年渣打香港馬拉松是香港國家安全法實施後的頭一個大型體育賽事。事前記者會時，籌備委員會主席高威林曾表示跑手衫上面如果印有「香港加油」字眼並無問題，不過兩日後就說「不應該加入政治元素或口號」，暗示「香港加油」是句「政治口號」。結果賽事當天，有跑手穿著寫有「香港加油」的衫衣，被要求換衫才可以繼續參賽，亦有跑手因為腳有「香港加油」的紋身而需要用藥水膠布遮住。
明報對此批評，「香港加油」的口號，是香港觀眾為運動員打氣的常用句，沒有特定政治意思，連《人民日報》都用過無數次，而且中國大陸本身也會喊某個地方加油，例如汶川地震以及2019冠狀病毒病武漢市疫情時，網絡及官媒都會喊「四川加油」、「中國加油」、「武漢加油」。明報又指一句口號敏感與否取決於香港建制派陣營的心思。

### 香港政權移交中國25週年訪問事件
2022年7月，香港歌手张学友接受中國央视访问时讲了“香港加油”四个字，結果被一些中國网民批评不爱国，中國央視隨後刪除了這段访问。7月3日，张学友发表声明，称他对“香港加油”成为“禁语”无法理解，并希望中国人能更理性和以理服人。